# Schierstein
Schierstein is een voormalige gemeente en sinds oktober 1926 een deel van Wiesbaden. Het ligt in het zuiden van deze stad aan de oevers van de Rijn. Met ongeveer 10.000 inwoners is Schierstein een van de middelgrote stadsdelen van Wiesbaden. In dit stadsdeel bevindt zich onder andere de jachthaven van Wiesbaden.
|  |